# Folkets hus, Zagreb
Folket hus (kroatiska: Narodni dom), även kallat Draškovićpalatset (Palača Drašković), är ett palats och kulturmärkt byggnad i Zagreb i Kroatien. Det uppfördes år 1838 i nyklassicistisk stil, troligtvis enligt ritningar av den lokale arkitekten Bartol Felbinger. Byggnaden är belägen vid Gradecs nordöstra sluttningar i Zagrebs historiska stadskärna Övre staden.

## Historik
Draškovićpalatset uppfördes på uppdrag av greven Karlo Drašković, medlem av Drašković-ätten, och var ursprungligen tänkt att tjäna som bostad åt dennes familj. Byggnaden var vid uppförandet en av de mer framstående i Övre staden men familjen Drašković kom aldrig att till fullo använda den som sin primära bostad. Den 18 februari 1846 sålde Drašković palatset för ett förmånligt pris till företrädare för den kroatiska nationella pånyttfödelsen, en kulturpolitisk strömning besläktad med och till stora delar sammanfallande med illyrismen. Efter övertagandet kom byggnaden att kallas Folket hus (Narodni dom) eller Salen (Dvorana) efter dess största rum där politiska möten, sammanträden och sociala evenemang framdeles organiserades. Det tillbyggdes år 1846 enligt ritningar av Aleksandar Brdarić.                    